# Claudio Bigagli
Claudio Bigagli, né le 8 décembre 1955 à Montale est un acteur, scénariste et réalisateur de cinéma italien.

## Filmographie

### Comme acteur

#### Cinéma
- 1976 : Portrait de province en rouge (Al piacere di rivederla)
- 1978 : Zio Adolfo in arte Führer
- 1979 : Atsalut pader
- 1979 : John's fever, ce soir on s'éclate (John Travolto... da un insolito destino)
- 1981 : Bim bum bam
- 1982 : La Nuit de San Lorenzo
- 1983 : Tu mi turbi
- 1984 : Kaos
- 1984 :  Bianca
- 1988 : Domani, domani (Domani accadrà) de Daniele Luchetti
- 1989 : La fine della notte
- 1989 : Légers quiproquos (Piccoli equivoci) de Ricky Tognazzi
- 1991 : Mediterraneo
- 1992 : Tous les hommes de Sara (Tutti gli uomini di Sara), de Gianpaolo Tescari
- 1993 : Bonus Malus
- 1993 : Fiorile
- 1993 : Mille bolle blu
- 1994 : La bella vita
- 1995 : Pasolini, un delitto italiano
- 1996 : Italiani : Don Vincenzo
- 1997 : Mi fai un favore
- 2001 : Concurrence déloyale
- 2004 : Tre metri sopra il cielo
- 2005 : Provaci ancora prof
- 2006 : Le rose del deserto
- 2007 : Scrivilo sui muri
- 2007 : Ho voglia di te
- 2007 : Noi due
- 2011 : C'è chi dice no
- 2014 : Les Fortunés (La gente che sta bene) de Francesco Patierno
- 2015 : L'amour ne pardonne pas (L'amore non perdona) de Stefano Consiglio (it)
- 2022 : Leonora addio de Paolo Taviani

#### Télévision
- 2005 : Una famiglia in giallo (série télévisée)
- 2022 : Fosca Innocenti (série télévisée), docteur Fontana
- 2025 : M. Il figlio del secolo (mini-série télévisée)

### Comme réalisateur
- 1999 : Il guerriero Camillo
- 2001 : Commedia sexy

### Comme scénariste
- 1989 : Légers quiproquos (Piccoli equivoci) de Ricky Tognazzi
- 1999 : Il guerriero Camillo de Claudio Bigagli
- 2001 : Commedia sexy de Claudio Bigagli